# مقاومت نوری

نماد یک مقاومت نوری در استاندارد بریتانیایی ۳۹۳۹

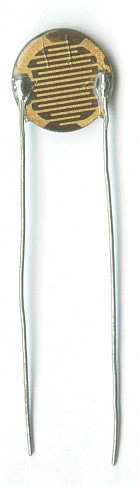
یک مقاومت نوری

مقاومت نوری یا ال‌دی‌آر نوعی مقاومت است که مقاومت الکتریکی آن بر اثر افزایش شدت نور تابیده‌شده بر آن کاهش می‌یابد، به عبارت دیگر از خود فوتورسانندگی نمایش مواد مقاومت بالا تشکیل شده‌اند و در صورتی که نور تابیده شده بر روی آن از بسامد کافی برخوردار باشد، فوتون‌های جذب‌شده توسط نیمه‌رسانا به الکترون‌های وابسته‌اش انرژی کافی برای جهش به نوار رسانش را می‌دهند. الکترون آزاد به دست آمده و حفره‌های حاصل جریان الکتریکی را هدایت می‌کنند و به این شکل مقاومت الکتریکی کاهش می‌یابد.
مقاومت‌های نوری ممکن است ذاتی یا مصنوعی باشند. یک نیمه‌رسانای ذاتی، مانند سیلیکون، تنها حامل‌های بار خودش را دارد و نیمه‌رسانای کارامدی نیست. در این نیمه‌رساناها تنها الکترون‌های در دسترس در لایهٔ والانس هستند و بنابراین فوتون‌ها باید انرژی کافی برای تحریک الکترون در طول نوار ممنوعه را داشته باشند. نیمه‌رساناهای غیر ذاتی یا مصنوعی ناخالصی‌هایی دارند که کمترین انرژی الکترون‌های آن‌ها به انرژی لایهٔ رسانش نزدیک‌تر است و چون نیاز نیست الکترون‌ها فاصلهٔ زیادی را جهش کنند، فوتون‌هایی با انرژی کمتر (یعنی با طول موج بیشتر و فرکانس کمتر) برای کاهش مقاومت کافی خواهند بود. برای نمونه اگر برخی از اتم‌های سیلیکون را با فسفر (ناخالصی) جایگزین کنیم، الکترون‌های بیشتری برای رسانش در دسترس خواهند بود و نیمه‌رسانای حاصل یک نیمه‌رسانای غیر ذاتی محسوب می‌شود.